# Окленд (футбольний клуб)
Футбольний клуб «Окленд» (англ. Auckland Football Club) — професійний новозеландський футбольний клуб, який базується в Окленд. Клуб грає в A-Лізі, найвищій лізі австралійського футболу. Клуб заснований 14 березня 2024 року, та має ліцензію Австралійської професійної ліги. Домашнім полем клубу є стадіон «Маунт Смарт», який зі спонсорських причин називається «Го Медіа». У листопаді 2023 року під керівництвом власника Білла Фолі клуб отримав ліцензію A-Ліги в рамках нового розширення ліги.
Головним суперником клубу є «Веллінгтон Фенікс». Суперництво між двома клубами називається «Ківі Класіко».

## Історія
У березні 2023 року Австралійська професійна ліга підтвердила плани щодо двох наступних франшиз A-Ліги, які базуватимуться в Канберрі та Окленді, та стартують із сезону 2024—2025 років. У жовтні 2023 року було підтверджено, що пріорітетним учасником конкурсу на нову ліцензію в Окленді є Білл Фоулі, а ліцензію офіційно було надано 21 листопада. У промові під час видачі ліцензії в листопаді 2023 року, Фолі заявив, що «потрібно виконати багато роботи», щоб визначити назву та логотип для клубу, і що він «на даний момент не пов'язаний з жодною назвою», незважаючи на те, що він особисто віддає перевагу назві «Блек найтс».
14 березня 2024 року клуб у своїй штаб-квартирі в Окленді офіційно оголосив свою назву, логотип і першу домашню форму. Була оголошена назва клубу «ФК Окленд», і представлена смугаста форма з синім електриком і чорним як основними кольорами. Форма була виготовлена компанією «New Balance». Клуб отримав прізвисько «Чорні лицарі», яке пов'язане з кількома клубами, якими володіє Фоулі, і відноситься до прізвиська спортивних команд у його альма-матер, Військовій академії США. У той же день клуб оголосив Террі Макфлінна своїм футбольним директором, і Стіва Коріку своїм першим головним тренером. У травні 2024 року «Окленд» оголосив про підписання перших 4 гравців перед сезоном 2024—2025 років.
19 жовтня 2024 року «Окленд» зіграв свій перший матч А-ліги на стадіоні «Маунт Смарт» проти «Брисбен Роар». На переповненому стадіоні з 24492 глядачами клуб здобув перемогу з рахунком 2–0.

## Клубна емблема і кольори
Клубними кольорами є синій електрик і чорний, які асоціюються з традиційним королівським синім кольором Окленда. Емблема має букву «А» в центрі, що символізує місто, та представляє острів Рангітото та Скай Тауер. Козирок і смуги чорного лицаря представляють власника клубу компанію «Black Knight Sports & Entertainment». На емблемі вказано коротку назву клубу «AFC».

## Стадіон
Клуб «Окленд» проводить домашні матчі на стадіоні «Маунт Смарт», який тимчасово зі спонсорських причин називається «Го Медіа», місткістю 25 тисяч місць, розташований у передмісті Пенроуз, приблизно за 10 кілометрів на південь від центру міста Окленд. Власник клубу Білл Фоулі заявив, що стадіон буде використовуватися протягом «кількох років», перш ніж на набережній Окленда буде побудовано новий стадіон на 20 тисяч місць. Через конфлікти розкладу з клубом Національної регбійної ліги «Нью-Зіленд Ворріорз», клуб використовує стадіон «Норт-Харбор» як свій тренувальний майданчик.
До заснування клубу «Окленд» інший новозеландський клуб A-Ліги «Веллінгтон Фенікс» проводив домашні матчі в Окленді, граючи на стадіонах «Норт-Харбор» і «Іден Парк». Свій останній матч в Окленді клуб провів 16 березня 2024 року проти клубу «Сідней» на стадіоні «Іден Парк». Перша оклендська команда, яка грала в австралійській лізі, «Футбол Кінгз», також використовувала стадіони «Маунт Смарт» і «Норт-Харбор» перед розпуском у 2004 році через фінансові причини. У сезоні 2005—2006 А-Ліги команду «Футбол Кінгз» замінила команда «Нью-Зіленд Найтс», яка грали на тому ж стадіоні. «Нью-Зіленд Найтс» були розпущені після сезону А-Ліги 2006—2007 років після того, як Федерація футболу Австралії скасувала ліцензію клубу через неплатоспроможність.

## Прихильники та суперництво

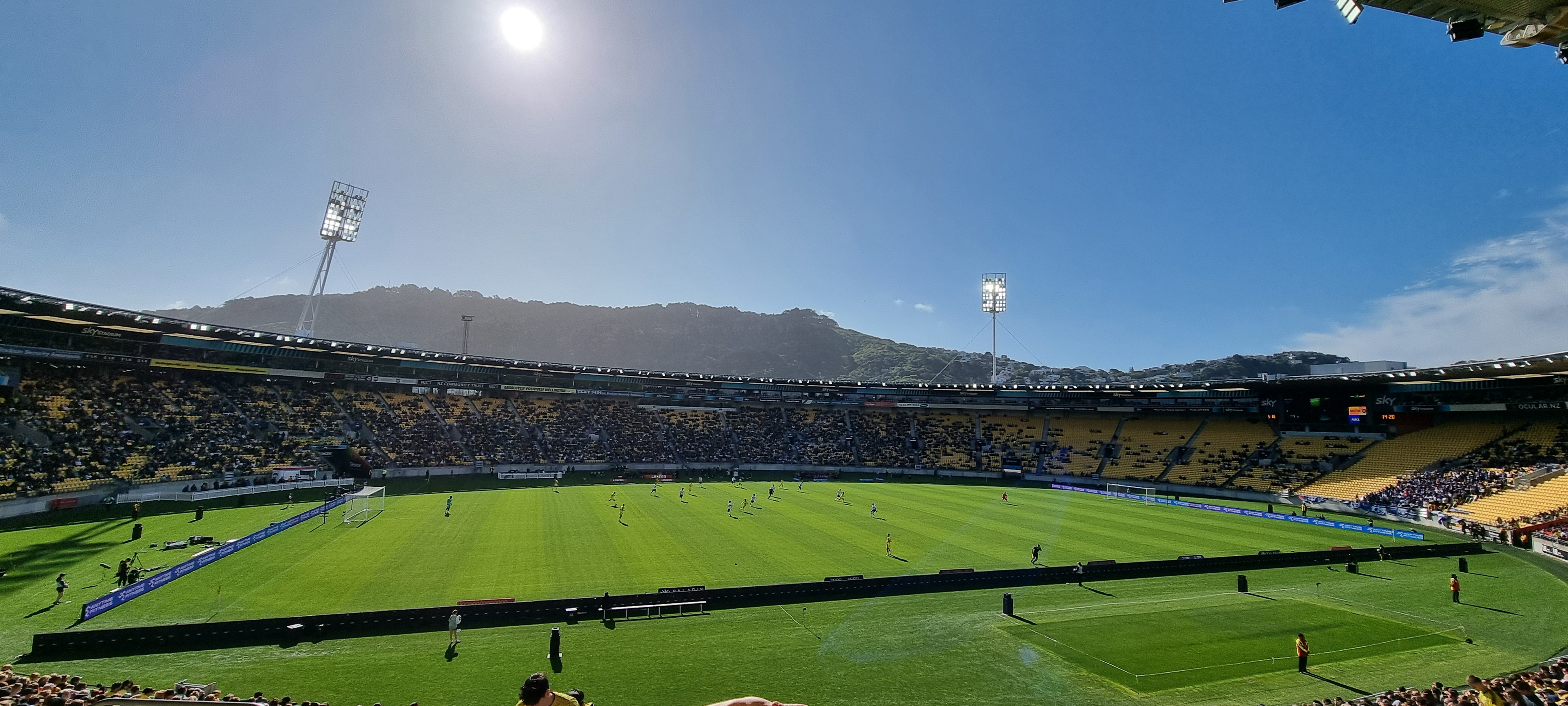
Перший матч у новозеландському дербі між «Веллінгтон Фенікс» і ФК «Окленд» на стадіоні «Скай» у Веллінгтоні 2 листопада 2024 року

Група прихильників клубу має назву «Порт». У клубу також є паб для вболівальників, розташований на Тайлер-стріт-Спорт в центральному діловому районі Окленда.
«Окленд» є третім клубом з міста, який грав у вищому дивізіоні Австралії після клубів «Футбол Кінгз» і «Нью-Зіленд Найтс». Головним суперником клубу «Окленд» є «Веллінгтон Фенікс», який був єдиним новозеландським клубом в A-Лізі з сезону 2007—2008 років. У першому матчі між клубами 2 листопада 2024 року «Окленд» переміг «Фенікс» з рахунком 2-0 на виїзді на Веллінгтонському регіональному стадіоні, який має тимчасову назву «Скай Стедіум» із спонсорських причин, завдяки двом голам Джейка Бріммера у кінці матчу.

## Власники
Власник «Окленда» Білл Фоулі є бізнесменом і генеральним партнером «Black Knight Football and Entertainment». Через «Black Knight» Фоулі також володіє командою Прем'єр-ліги «Борнмут» та командою НХЛ «Вегас Голден Найтс». Також він володіє незначною часткою акцій клубів Ліги 2 «Лор'ян» і шотландського клубу «Гіберніан».
Після представлення клубу «Окленд» 14 березня 2024 року Алі Вільямс і Анна Маубрей, співзасновниця компанії «Zuru», були оголошені співвласниками клубу. Вільямс — колишній професійний гравець у регбі, який виступав за національну збірну Нової Зеландії. У червні 2024 року президентом «Black Knight» був призначений Тім Безбатченко.

## Жіночі та молодіжні команди клубу
14 березня 2024 року футбольний клуб «Окленд» оголосив, що в сезоні 2025—2026 років жіноча футбольна команда клубу буде брати участь у чемпіонаті Австралії серед жіночих команд, у змаганнях також братимуть участь молодіжні чоловіча і жіноча команди клубу. Як директор з футболу Террі Макфлінн керуватиме підбором гравців і тренерів для обох команд.